# Masnedø Kalv
Masnedø Kalv är en obebodd  ö i Storstrømmen mellan Själland och Falster i Danmark. Den 2,3 hektar stora ön ligger cirka 500 meter sydväst om Masnedø och har tidigare använts som betesmark.
I samband med anläggningen av en redutt på Masnedø år 1808 byggdes ett kanonbatteri med tre 24-pundiga kanoner på Masnedø Kalv.